# Aleksandrovac (Negotin)
Aleksandrovac (em cirílico:Александровац) é uma vila da Sérvia localizada no município de Negotin, pertencente ao distrito de Bor, nas regiões de Timočka Krajina e Negotinska Krajina. A sua população era de 588 habitantes segundo o censo de 2002.

## Demografia
| 1948  | 1953  | 1961  | 1971  | 1981  | 1991 | 2002 |
| ----- | ----- | ----- | ----- | ----- | ---- | ---- |
| 1 015 | 1 031 | 1 056 | 1 077 | 1 085 | 994  | 588  |